# Presunción
Presunción, del latín praesumptio-nis, es un término originario del Derecho romano, y posteriormente del Derecho canónico, que ofrece significados muy diversos.

## Presunción en Derecho
En el ámbito jurídico, la presunción otorga una fuerza especial al sujeto del derecho que goza de atribución alguna, y significa el reconocimiento por el sistema legal, a un determinado acto o hecho, la categoría verdad y certeza jurídica tal, que su ostentación al sujeto conlleva un derecho eficaz mientras no se demuestre lo contrario (presunción iuris tantum), e incluso eficaz aunque se demuestra lo contrario (presunción iuris et de iure).
Para facilitar su entendimiento, ejemplos de presunciones en derecho español hallamos en la consideración (presunción) de gananciales a los bienes adquiridos, a título oneroso, por cualquiera de los cónyuges, estando contante el matrimonio en régimen económico matrimonial de gananciales. Para destruir dicha presunción hay que demostrar y probar lo contrario. Otro ejemplo se puede observar en cuanto al título de los bienes muebles, que se presume con la simple posesión de tales bienes.

## Presunción en Teología
En la teología católica, se entiende por presunción la convicción de conseguir la salvación por las propias fuerzas naturales humanas y no por la gracia de Dios. Se ha dado, históricamente, por ejemplo, entre los pelagianos. Se aparta, así, de la virtud de la esperanza.